# Raymond Brechenmacher
Raymond Jacques Brechenmacher, né le 19 avril 1897 à Paris (17e) et mort le 19 avril 1973 à Versailles, est un graveur au burin et peintre français.

## Biographie
Élève de François Flameng et de Auguste Laguillermie, médaille de bronze du Salon des artistes français en 1921, Prix de Rome en 1922, il obtient en 1928 une médaille d'argent au Salon.